# 宮城県立山元支援学校
宮城県立山元支援学校（みやぎけんりつ やまもとしえんがっこう）は、宮城県亘理郡山元町にある公立特別支援学校。知的障害と病弱を教育領域とする「併置校」である。

## 概要
校地は宮城病院に隣接する。この関係で病弱を教育領域としているが、2005年度以降、近隣に相当する支援学校が、高等部のみ設置されている宮城県立支援学校岩沼高等学園しかないこともあり、知的障害も教育領域対象となっているため、複数の教育領域の併置校となっている。

## 設置課程
- 小学部
  - まつかぜ教室 - 病弱
  - あすなろ教室 - 重度・重複障害
  - ひまわり教室 - 知的障害
- 中学部
  - まつかぜ教室
  - あすなろ教室
  - ひまわり教室
- 高等部
  - あすなろ教室
  - ひまわり教室

## 沿革
- 1956年（昭和31年） - 国立療養所宮城病院第10療棟内で大人の患者の一人が先生となり小学生の生活・学習の指導を開始。
- 1957年（昭和32年） - 療養所長が療育棟内に養護学級を設置。
- 1959年（昭和34年） - 山元町立山下小学校分教室認可。通称「まつかぜ学園」
- 1960年（昭和35年） - 山元町立山下中学校分教室認可。
- 1974年（昭和49年） - 宮城県立西多賀養護学校山元分校開設。
- 1976年（昭和51年） - 校木「かりん」制定。
- 1977年（昭和52年） - 校章制定。
- 1978年（昭和53年） - 「宮城県立山元養護学校」開校。校歌制定。
- 1979年（昭和54年） - 重度・重複障害児の指導を開始。「あすなろ教室」設置。
- 1999年（平成11年） - 宮城県立西多賀養護学校高等部山元分教室開設。
- 2005年（平成17年） - 障害併置校として知的障害教育も行う。「ひまわり教室」設置。委託による給食開始。かりん号によるスクールバス運行。
- 2006年（平成18年） - 高等部開設(前年設置した宮城県立西多賀養護学校高等部宮城病院分教室の生徒及び宮城県立角田養護学校の児童生徒の一部を編入)。これに伴い、西多賀養護学校山元分教室及び西多賀養護学校宮城病院分教室を併合。
- 2008年（平成20年） - 創立30周年記念式典。
- 2009年（平成21年） - 宮城県の条例改正により宮城県立山元支援学校に改称。

## 学校行事
- 運動会
  - 毎年5月に近くの山元町体育文化センターで行われる。
- やまよう祭
  - 毎年10月に行われる文化的行事。高等部の作業学習の作品販売などが行われる。
  - 以前は「山養祭」であったが、校名変更を機に「やまよう祭」となった。これに限らず、学校の通称として「山養（やまよう）」という山元養護学校時代の略称を校名変更後も使っている。